# マックス・ジャコブ
マックス・ジャコブ（Max Jacob フランス語: [maks ʒakɔb]、1876年7月12日 - 1944年3月5日）は、フランスの詩人・小説家・劇作家・画家・美術評論家・ホロコースト犠牲者である。アポリネールとともにキュビスムを代表する特異な詩人、ダダイスム・シュルレアリスムの先駆者として新しい散文詩を確立した。ピカソ、モディリアーニ、ジャン・コクトーをはじめとする前衛芸術家・文学者と幅広く交流し、膨大な書簡を遺した。アシュケナジムの家庭に生まれたが、2度の見神体験を経た後、ピカソを代父としてカトリックの洗礼を受けた。1921年から1928年まで、および1936年から1944年までサン＝ブノワ＝シュル＝ロワール（サントル＝ヴァル・ド・ロワール地域圏、ロワレ県）に隠棲し、祈りと制作に専念した。1944年にゲシュタポに逮捕され、ドランシー収容所で肺炎のために死去。1949年に作曲家のアンリ・ソーゲを会長、ピカソを名誉会長とする「マックス・ジャコブ友の会」が結成された。

## 生涯

### 背景
マックス・ジャコブは1876年7月12日、ラザール・アレクサンドルとプリュダンス・アレクサンドル（旧姓ジャコブ）の第四子マックス・ジャコブ・アレクサンドルとしてカンペール（ブルターニュ地域圏、フィニステール県）に生まれた。

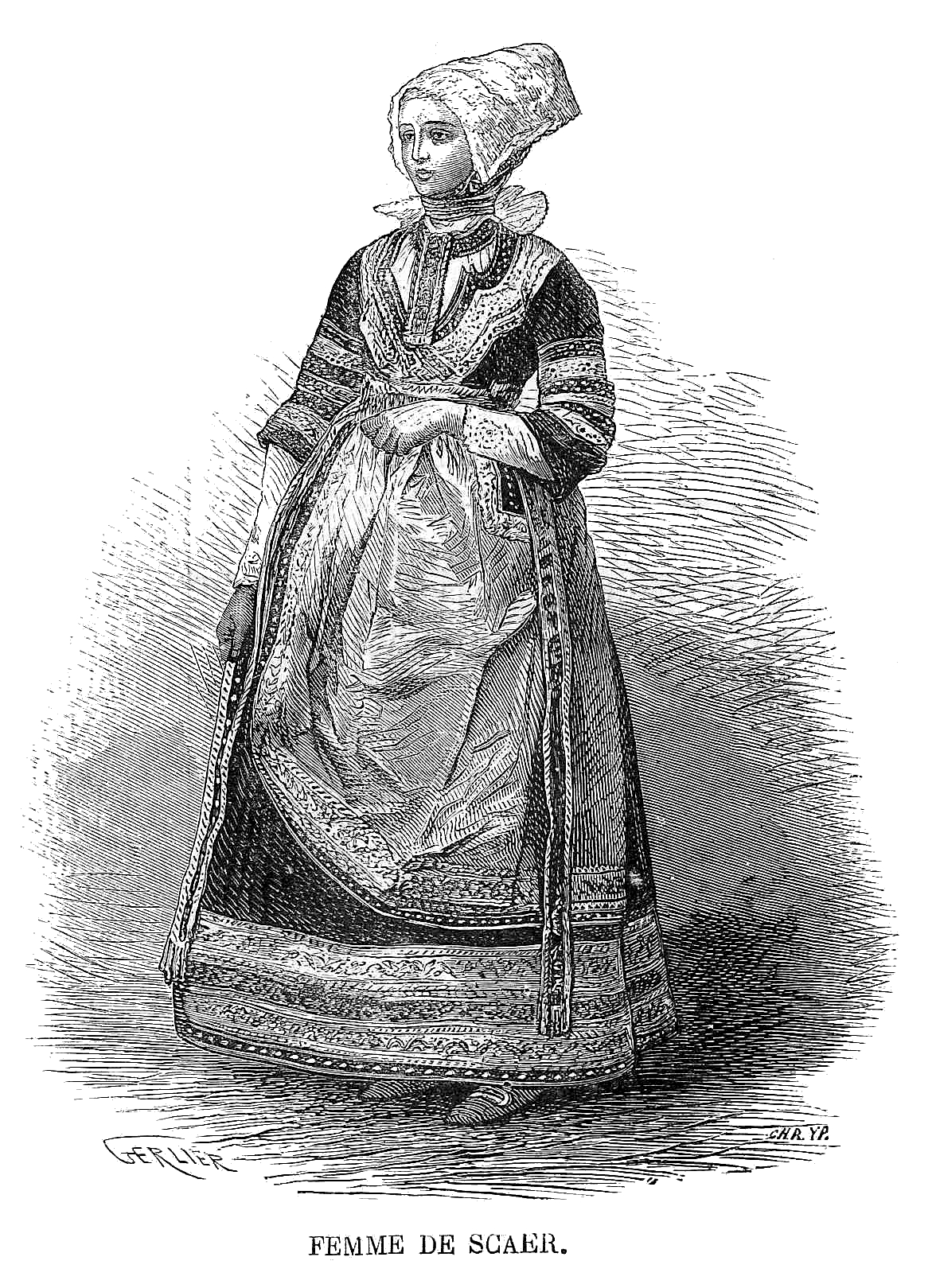
1867年のパリ万国博覧会に出展されたスケールの伝統的な衣装（制作者不明）

祖父サミュエル・アレクサンドルは、ザールラント州ノインキルヒェンに生まれたユダヤ人である。したがってドイツ国籍であり、1888年にフランスで提出された外国人届によると、生年は1811年とされる。フランスに移住して商業を営み、ミルテ・レア・マイヤーと結婚した。アレクサンドル夫妻はフランス北部を転々とし、1846年にパリで長女ジュリーが生まれ、翌1847年にトゥールで長男ラザール・ジャコブ（マックス・ジャコブの父）が生まれた。1850年にはロリアン（ブルターニュ）で二男モーリスが生まれた。一家がカンペールに移り住んだのは1858年頃とされる。アレクサンドル家は仕立屋として大きな成功を収め、ブルターニュ地方のスケール、プロアレ、ポン＝ラベなどの伝統的な衣装を制作して、1867年のパリ万国博覧会に出展するほどであった。
ラザール・ジャコブとモーリスは普仏戦争（1870-71年）での勲功により、1873年にフランス国籍を与えられた。ラザール・ジャコブは家業の仕立屋を引き継ぎ、1971年にパリ生まれのプリュダンス・ジャコブと結婚した。マックス・ジャコブは、姉ジュリー・デルフィーヌ（1872年生まれ）、兄モーリス（1874年生まれ）とガストン・ジャコブ（1875年生まれ）、弟ジャック・ジャコブ（1880年生まれ）、妹ミルテ・レア・ジャコブ（1884年生まれ）とジュザンヌ（1887年生まれ）の7人兄弟姉妹である。
1888年に、アレクサンドル家はトゥール行政裁判所にジャコブへの改姓を申請し、許可を得た。これは、ロリアンに住み、共同で事業を営んでいたジャコブ家と社名を統一するためであったとされる。これ以後、マックス・ジャコブ・アレクサンドルはマックス・ジャコブを名乗ることになる（姓の「ジャコブ」と重複する名前の「ジャコブ」は削除された）。

### 教育

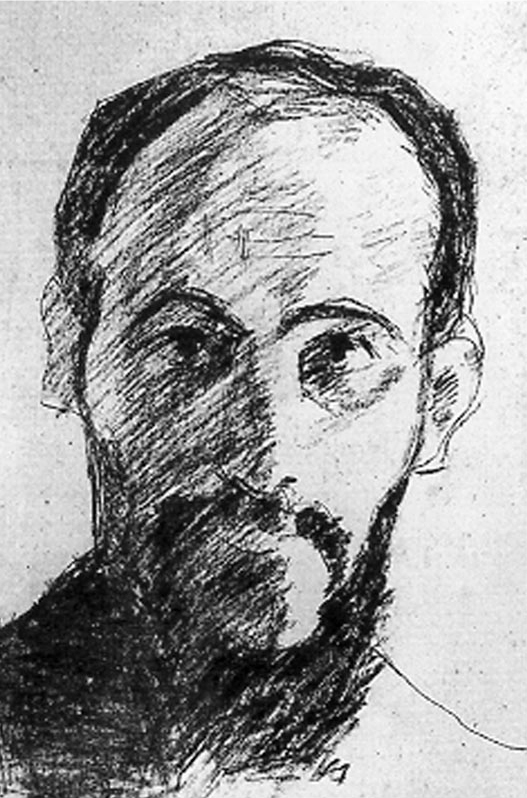
マックス・ジャコブの自画像（素描、1901年）

ジャコブ家はユダヤ教徒として礼拝などの儀式に参加するわけではなく、マックス自身はむしろカトリックに対する憧れがあったが、特に祖父サミュエルに教えられたユダヤ文化やドイツ文化、そしてブルターニュの風土は後の作品に大きな影響を及ぼすことになる。
マックスは想像力が豊かな子どもであったが、動作が緩慢で注意力が散漫であったため両親が心配して、14歳の頃にパリの著名な神経科医ジャン＝マルタン・シャルコーに相談し、約1年にわたってパリで療養することになった。カンペールに戻った後、リセでは優秀な学生として教師にも期待され、読書に耽ると同時に、特に音楽や絵画に深い関心を寄せた。1894年（18歳）、優等賞を得てリセを卒業し、バカロレアを取得。植民地の行政官を養成するパリの植民地学校（後に国立行政学院に併合）に入学。だが、3年後に退学してカンペールに戻ったため、家族を失望させた。
1897年にはパリに戻って法学の学士号を取得。翌1898年から母方の祖父レオン・ダヴィッドの名前を使って『ル・モニトゥール・デザール（Le Moniteur des arts、芸術指導者）』誌 に美術評論を書き始めたが、一方で、生計を立てるために建具職人の助手、倉庫の運搬・出荷係、家庭教師などの職を転々とした。

### ピカソとの出会い - モンマルトル「洗濯船」

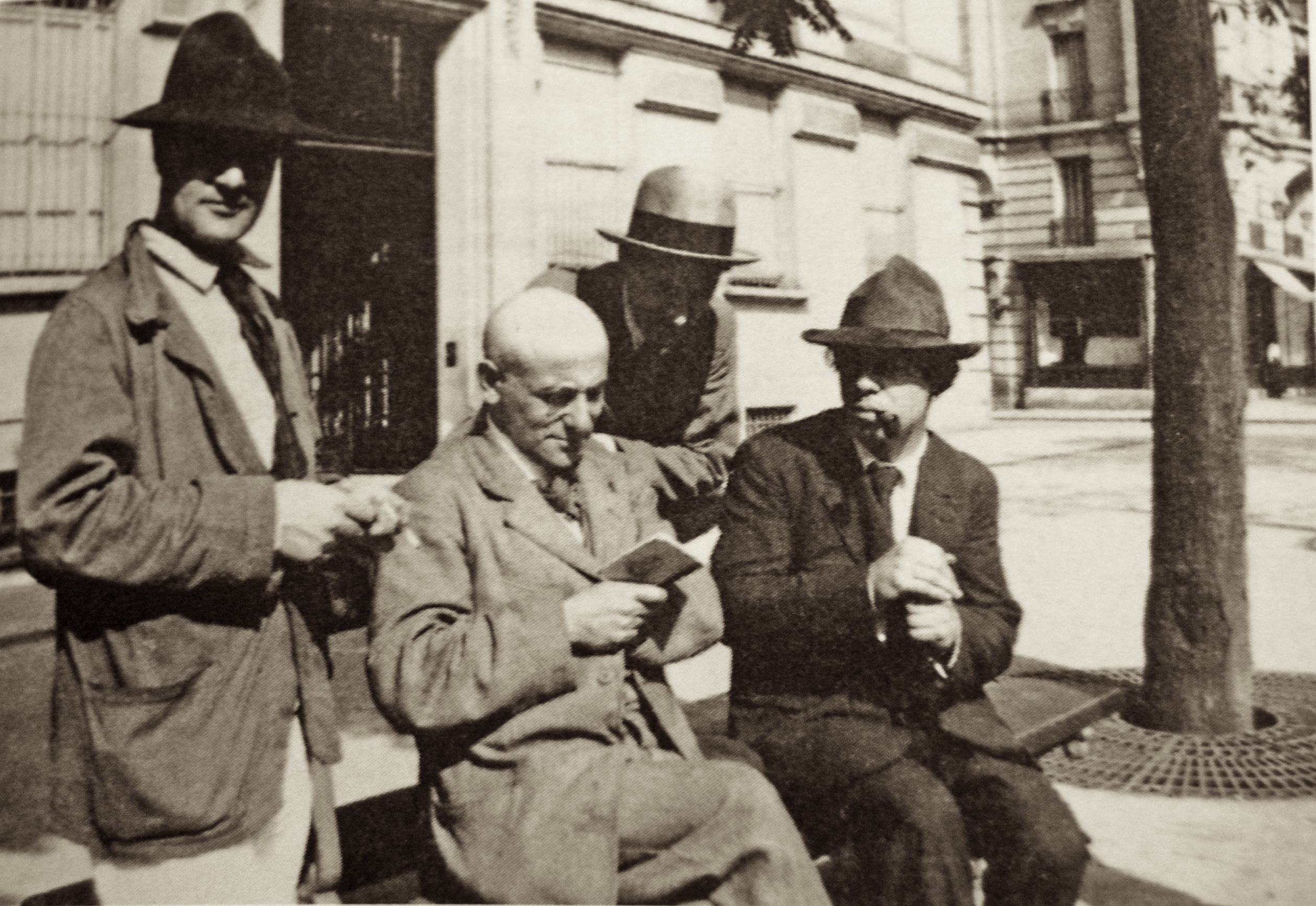
左からモディリアーニ、マックス・ジャコブ、アンドレ・サルモン、マヌエル・オルティス・デ・サラテ（ジャン・コクトーによる撮影、モンパルナスにて、1916年10月11日）

1901年、画商アンブロワーズ・ヴォラールの画廊で行われたパブロ・ピカソの初めての個展を見て、このスペインの若い画家にすっかり魅せられた。マックス・ジャコブは後にピカソ宛の手紙に、ピカソは「私にとって芸術の世界そのものであった」と書いている。翌1902年からピカソはマックス・ジャコブが住んでいたパリ11区ヴォルテール大通りのアパートに身を寄せた。マックス・ジャコブとピカソはイタリアの画家・小説家のアルデンゴ・ソッフィチを介して、文学・芸術雑誌『ラ・プリューム』に寄稿し、やがて、ソッフィチらのイタリアの画家やスペインの画家、当時まだ貧しかった主に外国人の芸術家が住んでいたモンマルトルの木造家屋「洗濯船」に入居した。暖房などの設備はなく、飲料水も水飲み場が1か所あるだけのアトリエ10部屋ほどのこの家屋を「洗濯船」と名付けたのはマックス・ジャコブであった。初めてこの建物を見たときに、（通常は外に干さない）洗濯物が干されていたため、セーヌ川に浮かぶ洗濯専用の船を連想したからであった。後に彼は「洗濯船」を「絵画の中央実験室」と呼んだ（「中央実験室」は1922年発表の詩集の書名にもなっている）。これは「洗濯船」がピカソやモディリアーニらの前衛画家の活動拠点となり、何よりもピカソが1907年に『アビニヨンの娘たち』を描いた場所、すなわち、キュビスムが誕生した場所として知られることになったからである。
1904年に初めて著書を自費出版で発表した。児童文学の短編集『カブール王一世と見習いコックのゴーヴァンの物語』である。同年にはまた、子供向けの雑誌『今週の読書』に4回にわたって連載した短編を『太陽の巨人』として発表。これは、アシェット出版社の子会社「リブレリー・ジェネラル（総合書店）」から刊行された。

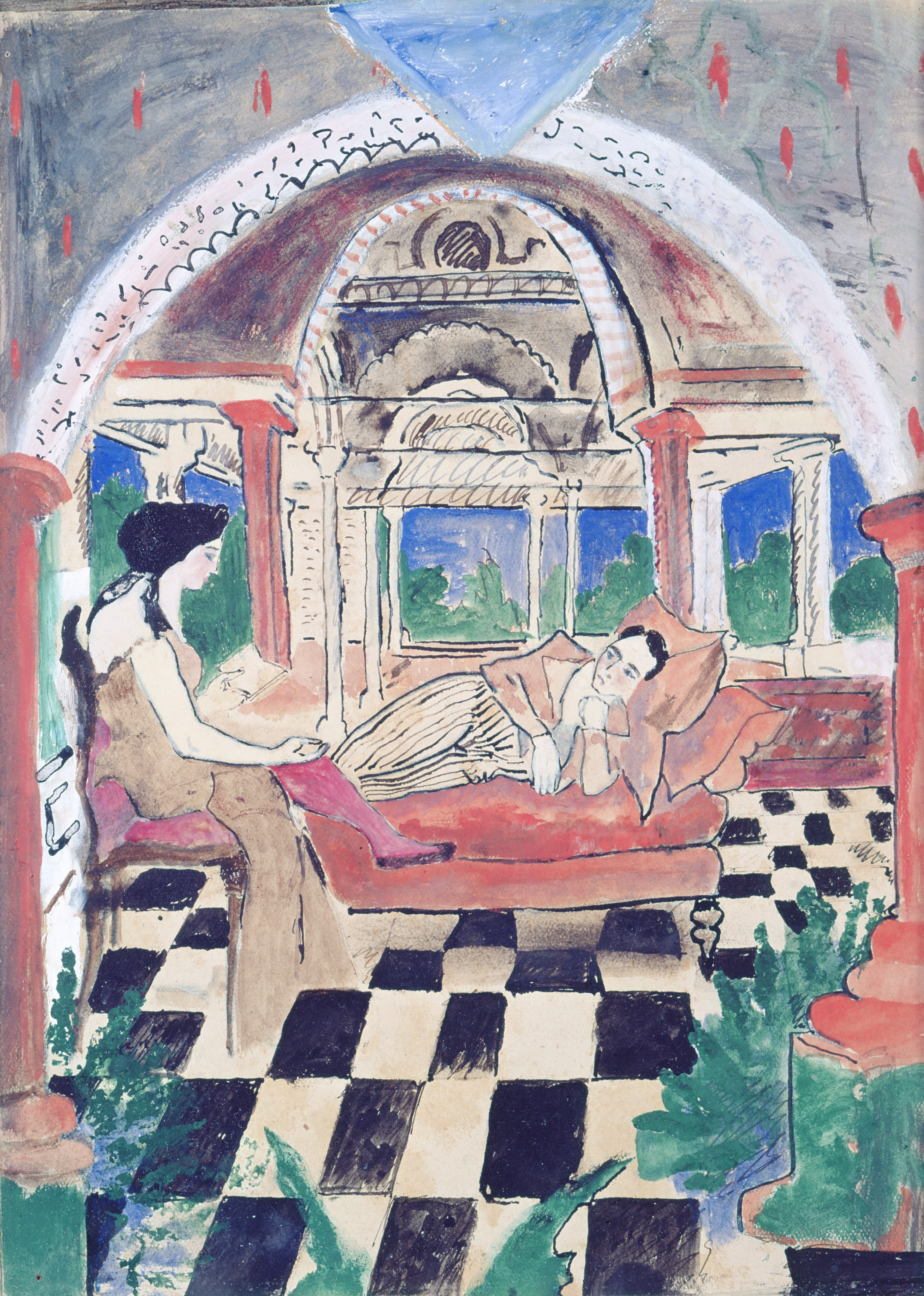
マックス・ジャコブ作《ギヨーム・アポリネールと彼のミューズ》（1910年）

モンマルトルで美術評論家のアンドレ・サルモンに出会い、ピカソを介してアポリネールと親しくなった。「洗濯船」は、1908年にピカソの提案で、マックス・ジャコブ、アポリネール、マリー・ローランサンらが当時まだ評価されていなかった素朴派の画家アンリ・ルソーを称える会を開催したことでも知られるが、翌1909年にルソーはアポリネールとローランサンをモデルに《詩人に霊感を与えるミューズ》（油彩）を描き、これに対してマックス・ジャコブもまた翌1910年に二人を描いた《ギヨーム・アポリネールと彼のミューズ》（淡彩）を発表した。また、フォーヴィスムやキュビスムの画家を支持し、「ピカソの画商」として知られることになるドイツ出身の画商・美術評論家ダニエル＝ヘンリー・カーンワイラーは、1907年、23歳のときに、パリ9区ヴィニヨン通り28番地に画廊を開き、マックス・ジャコブの「マトレル三部作」を出版するなど彼を支援した。
1908年から1909年にかけて、「洗濯船」を拠点とする多くのモンマルトルのボヘミアン画家・作家と親交を深めた。ピカソ、アンドレ・サルモン、アポリネール、ローランサンのほか、画家のユトリロ、シュザンヌ・ヴァラドン、ピエール・マック・オルラン、モディリアーニ、キース・ヴァン・ドンゲン、フアン・グリス、ルイ・マルクーシ、ジャック・ヴィヨン、オットー・フロイントリッヒ、アンリ・エダン、アンリ・ローランス、モーリス・ド・ヴラマンク、アンドレ・ドラン、ジョルジュ・ブラック、ラウル・デュフィ、作家のジュール・ロマン、ジョルジュ・デュアメル、ポール・フォール、フランシス・カルコ、ロラン・ドルジュレス、アンドレ・ヴァルノ、さらに俳優・演出家のシャルル・デュラン、アリ・ボールらと親しかったが、マックス・ジャコブは交友関係の広さでも知られ、亡くなるまで毎日のように手紙を書き、膨大な書簡集を残している。当時、彼らは主に「フレデ爺さん」ことフレデリック・ジェラールが経営するキャバレー「オ・ラパン・アジル」に集まった。前衛芸術・文学の拠点がモンマルトルからモンパルナスに移る前の全盛期であった。

### 見神、洗礼
マックス・ジャコブは2度、見神体験をしている。哲学、神秘思想、占星術、カバラ（ユダヤ教の神秘思想）などに関する多くの著書を読んでいた影響も指摘されるが、最初は1909年9月7日であった。「洗濯船」に戻ったとき、壁にキリストが出現した。その美しさに感動した彼は、翌日、近くのモンマルトル聖ヨハネ教会（Église Saint-Jean de Montmartre）へ行って、司祭に洗礼を受けたいと申し出たが、当時のモンマルトルのボヘミアンの退廃的な暮らしを知っていた司祭は、この申し出をあっさりと断った。2度目は1914年12月、映画館での見神であった。もはや神の存在を疑う余地はないとして、1915年2月18日にパリ6区ノートル＝ダム・ド・シオン修道会（Congrégation de Notre-Dame de Sion）で洗礼を受けた。代父はピカソであり、洗礼名はキプリアヌスである。キプリアヌスは「教会の外に救いなし」という言葉を残し、迫害を受けて殉教したカルタゴの聖人である。ピカソはからかい半分に「フィアークル」という洗礼名を提案していた。フィアークルはアイルランドの隠者で庭師と御者の守護聖人だが、この聖人に因む宿泊施設「サン＝フィアークル」がフランス語で「辻馬車」を意味する「フィアークル」の語源であり、したがって通常はたんに「辻馬車」を表わす。

### ブルターニュの風土
1909年頃から故郷のカンペールとパリを行き来しながら制作を続けた。カンペールでは、同地の風土を描いた画家でマックス・ジャコブの肖像（カンペール美術館蔵）も何枚か描いているピエール・ド・ブレや、同様にカンペールに関する著書で知られる作家ピエール・アリエ（Pierre Allier） と親しく、俳優ノエル・ロクヴェールの家族がカンペールで結成した劇団・サーカス「ベネヴァン」の演目を紹介する記事を発表するなど、地元での文化活動にも貢献した。また、1911年にはブルターニュを歌った詩集『海岸 ― ブルターニュの歌』を発表し、晩年にピエール・アリエに勧められて書いた「ブルターニュ風の」『ゲール人モルヴァンの詩集』は、ブルターニュの地を愛し、同地に隠棲したサン＝ポル＝ルーに絶賛された。
1911年から1914年にかけて聖マトレルまたは修道士マトレルを主人公とする作品を発表した。小説『聖マトレル』、詩集『バルセロナ修道院で死んだ修道士マトレルの滑稽で神秘的な作品』、戯曲『エルサレム攻囲戦 ― 聖マトレルの大いなる神の誘惑』の三部作である。いずれもカーンワイラーが出版し、『エルサレム攻囲戦』はピカソによる挿絵入りである。無意識や夢、幻覚などの精神世界を描くこれらの作品はダダイスムやシュルレアリスムの先駆けであり、マックス・ジャコブの場合はケルトのドルイド信仰に近い神秘思想が特徴である。

### 骰子筒 - 新しい散文詩

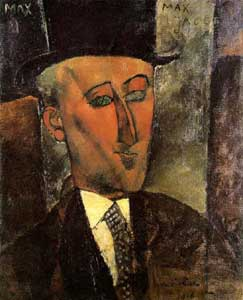
モディリアーニ作《マックス・ジャコブの肖像》（油彩、1916年）

こうした精神世界の探求が、1917年発表の散文詩集『骰子筒（さいころづつ、Le Cornet à dés）』に結実する。「コルネ・ア・デ」とは、さいころを入れて振って転がすときに使う筒、すなわち、「賽筒、賽及筒、ダイスカップ」である。ミシェル・レリスは1945年刊行のガリマール版の序文で、この書名は、「限定的なモノ」に「無限の偶然、さいころ遊びを表わすアラビア語を語源とする偶然」が入っているという「示唆に富んだ曖昧さ」を表わし、また、さいころは、キュビスムの絵画にたびたび描かれると同時に、古代ローマの兵士がキリストの聖衣を手に入れるためにさいころで賭けをしたので、キリストの受難を連想させる言葉でもある」と解説している。
浅野晃は、マックス・ジャコブをアポリネールとともに「立体派（キュビスム）を代表する特異な詩人」とし、詩におけるキュビスムを「旧来の作詩法から解放された自由な韻律と、口語・俗語の使用によるイメージの絶対的自由の確立、つまり、〈新しい現実〉の発見を目標にしていた」、特に、マックス・ジャコブの詩は、「鋭い諷刺につらぬかれ、愉快な嘲笑と洒脱な洒落にみちあふれている」と評している。

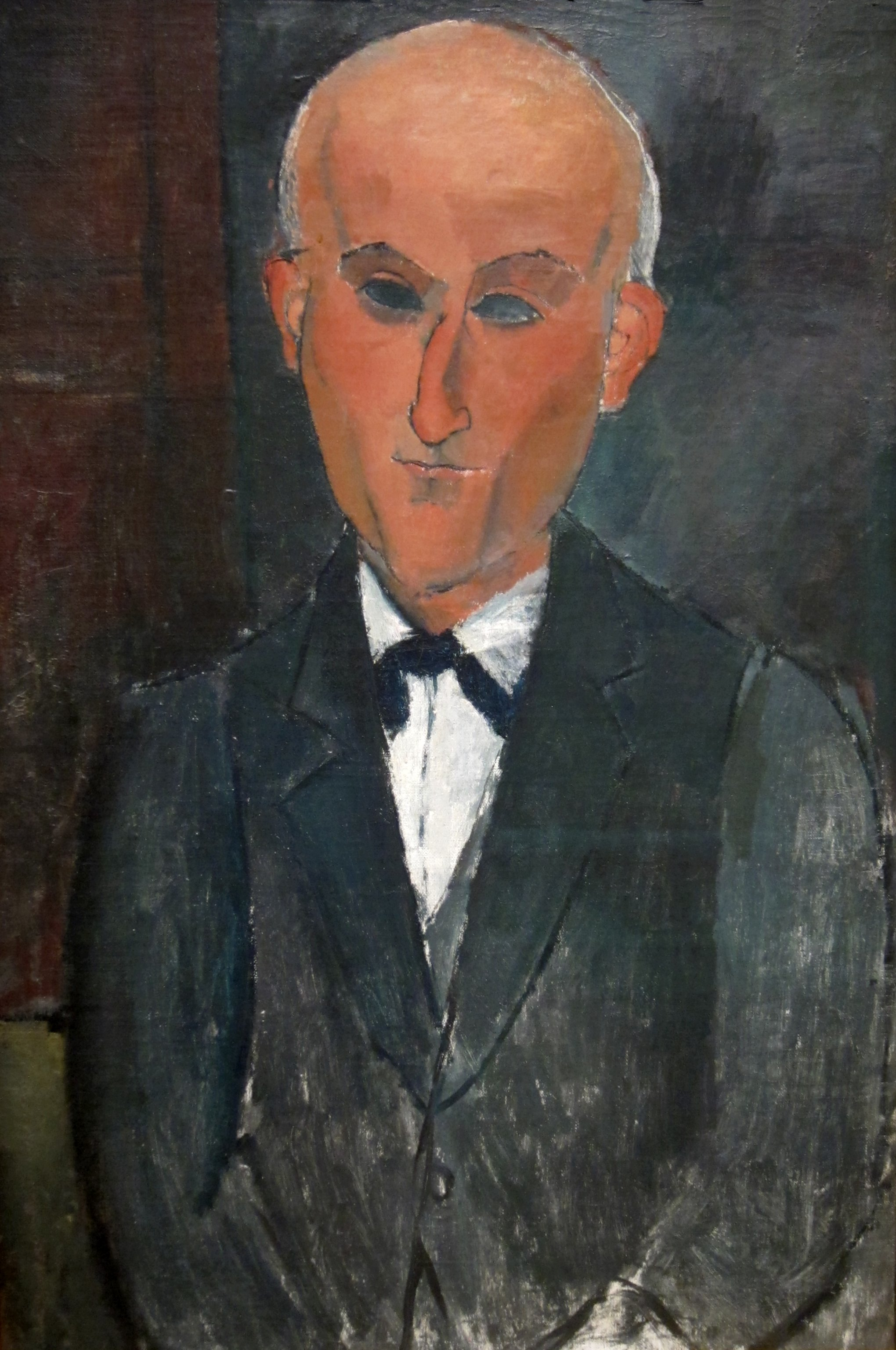
モディリアーニ作《マックス・ジャコブの肖像》（油彩、1916年）

1913年のバカンスは、ピカソ、ブラック、フアン・グリスとともにスペインとの国境に近いセレ（ピレネー＝ゾリアンタル県）で過ごした。現在セレ近代美術館となっている建物は、当時、「洗濯船」を拠点とするイタリアやスペインの画家（特にキュビスト）がもう一つの拠点とした場所であり、1916年以降は、主に「ラ・リューシュ」を拠点とするモンパルナスの前衛画家、特にソ連や中東欧での弾圧を逃れてフランスに亡命したユダヤ人画家モイズ・キスリング、シャイム・スーティン、マルク・シャガール、ピンクス・クレメーニュらが集まった。マックス・ジャコブとピカソはさらにピカソの故郷スペインのフィゲラスを訪れた。とりわけ、カタルーニャの民族舞踏サルダーナに感動したマックス・ジャコブは、詩集『中央実験室』（1921年刊）所収の詩「サルダーナとテノーラの栄光」をピカソに捧げている。

### 前衛芸術・文学・音楽
1914年に第一次世界大戦が勃発。マックス・ジャコブは健康上の理由により入隊を拒否されたが、パリに留まり、動員された友人たちと頻繁に手紙のやり取りを続けた。1916年には骨董品蒐集家ジョゼフ・アルトゥニアンに捧げる詩を掲載した小冊子『連合国はアルメニアにいる』を発表した。アルトゥニアンはイズミルに生まれたアルメニア系トルコ人で、1908年にアルメニア人虐殺を逃れて渡仏。マックス・ジャコブだけでなく、他の「洗濯船」の芸術家、特にピカソ、アポリネール、モディリアーニと親しかった。ジョルジュ・クレマンソーを介してオーギュスト・ロダンと知り合い、ロダンからの依頼で主に古代エジプトの彫刻を蒐集し、現在もロダン美術館にその一部が展示されているが、2019年にアルトゥニアン・コレクション約400点（総額100万ユーロ）がすべてパリのアールキュリアルで競売にかけられた。コレクションにはアルトゥニアンの肖像などモディリアーニの素描も数点含まれ、当時貧しかったモディリアーニから二束三文で買い取ったものであったが、1920年に亡くなったモディリアーニの代わりにマックス・ジャコブが「モディリアーニが1917年に描いたアルトゥニアンの肖像であることを証明する」と、制作の現場に立ち会った者として証言していた。マックス・ジャコブの詩集『連合国はアルメニアにいる』は洗礼名キプリアヌスのCを加えた「C・マックス・ジャコブ」の筆名で「アルメニアへのオマージュ」として制作されたものであり、非売品であったが、1922年に新フランス評論（NRF）出版社から刊行されたマリー・ローランサンの版画作品集『扇子』に再収され、初めて公表されることになった。この作品集にはロジェ・アラール、アンドレ・ブルトン、フランシス・カルコの詩も掲載された。
戦時中とはいえ、パリでは前衛芸術運動が次々と起こっていた。マックス・ジャコブは1917年3月にアポリネール、ピエール・ルヴェルディとともに『南北』誌を創刊した。誌名は1910年にパリの2つの前衛芸術家・文学者の活動拠点モンマルトル（パリ北部、「洗濯船」）とモンパルナス（パリ南部、「ラ・リューシュ」）をつなぐ地下鉄が開通したことに因んで命名され、この2つの拠点をつなぐことを意図したものであった。発行部数は100～200部と少なかったが、1917年3月15日から1918年10月まで計16号刊行され、当初はキュビスムの雑誌、次いでダダイスム、さらにシュルレアリスムの先駆けとされる前衛芸術・文学雑誌であった。マックス・ジャコブは毎回、詩や短編を掲載した。「十字架にかけられた者の5つ目の傷口とニーチェの『悲劇的な知』」、「心理的意識と十字架にかけられた者の5つ目の傷口」、「演劇と映画」など詩的な表現による論考も発表している。『南北』誌にはダダイスム、シュルレアリスムの運動を牽引することになるアンドレ・ブルトン、ルイ・アラゴン、フィリップ・スーポー、トリスタン・ツァラも寄稿していたが、マックス・ジャコブは、1919年2月にブルトン、アラゴン、スーポーによって創刊され、ダダイスムの機関誌となった『リテラチュール（文学）』誌にも、《モナ・リザ》盗難の嫌疑をかけられたアポリネールを励まし支援するために、新しい活動の場として創刊された『レ・ソワレ・ドゥ・パリ』の第二シリーズ（アポリネールが主宰）にも寄稿するなど、多くの前衛芸術運動に関わっていた。
こうした活動を通じてマックス・ジャコブは多くの若手を発掘した。1919年にまだ16歳のレイモン・ラディゲの詩を評価し、ジャン・コクトーに紹介した（コクトーは1923年のラディゲの早世に深い精神的打撃を受けた）。絵画や文学だけでなく音楽でも、パリで活動を始めたジャズ・ミュージシャンを評価し、6人組（フランシス・プーランク、ジェルメーヌ・タイユフェール、ルイ・デュレ、ダリウス・ミヨー、アルテュール・オネゲル、ジョルジュ・オーリック）やピアニストのマルセル・メイエと夫で俳優のピエール・ベルタンと親交を深め、戯曲、オペラ、オペラ・ブッフを制作するなど若い音楽家を支援した。1922年には作曲家ロラン＝マニュエルのためにオペラ・ブッフ『イザベルとパンタロン』の台本（リブレット）を書き、18区の劇場トリアノン・リリック（現ル・トリアノン）で上演された。

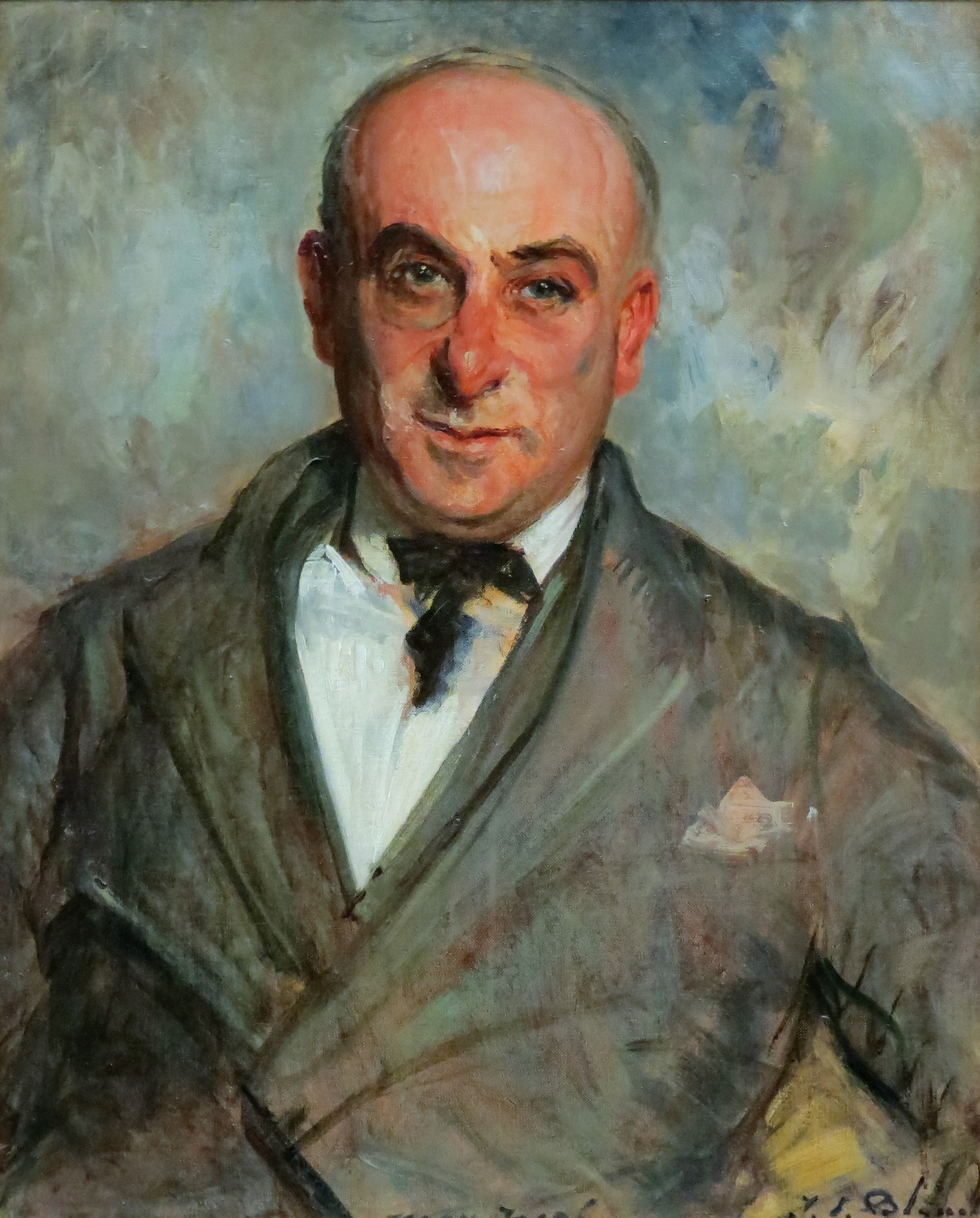
ジャック＝エミール・ブランシュ作《マックス・ジャコブの肖像の習作》（1921年）

1921年にパリの画廊でマックス・ジャコブのグワッシュを中心とする個展が行われた。また、大戦中に休刊となっていた『新フランス評論 (NRF)』誌が、1919年6月に新編集長ジャック・リヴィエールのもとで活動を再開し、同誌の寄稿者で後に編集長を務めることになるジャン・ポーランの仲介により、以後、マックス・ジャコブの著書は新フランス評論出版社（ガリマール出版社）から刊行されることになった。

### 最初の隠棲
マックス・ジャコブは、カトリックの洗礼を受けてから2度、サン＝ブノワ＝シュル＝ロワール（ロワレ県、サントル＝ヴァル・ド・ロワール地域圏）に隠棲した。パリから南へ150キロほどのところにある同地にはサン＝ブノワ＝シュル＝ロワール修道院（フルリ修道院）があり、彼はここで祈りと制作に専念する生活を送った。最初の隠棲は1921年から1928年まで、2度目は1936年からゲシュタポに逮捕される1944年までである。隠棲中もカーンワーラー、コクトー、ピカソ、キスリング、サルモン、さらにロラン＝マニュエル、ミシェル・レリス、アルマン・サラクルー、マルセル・ジュアンドー、ルネ・ランベール、エリー・ラスコーらにおびただしい数の手紙を書いた。
1925年の聖年にローマを訪れ、イタリアを旅行。ブルターニュの友人で（アルベール・カミュの師として知られる）作家のジャン・グルニエ に再会した。この機に再びスペインを旅行し、マドリードのプラド美術館、次いでトレド大聖堂を訪れた。グルニエ宛の手紙でプラド美術館を「各画家の名画があって世界で最も美しい美術館」と称え、トレド大聖堂でエル・グレコの絵画に出会った感動を伝える一方、マックス・ジャコブはかつてピカソとスペインを訪れたときとは逆に、スペインの風土や人々にはある種の失望を表わしている。
グルニエとはこれ以後頻繁に会い、彼を介してサン＝ブリユー（ブルターニュ地域圏、コート＝ダルモール県）で知り合った同地出身のルイ・ギユーを「本物の」小説家と称え、また、同じブルターニュのプロアレで同地の画家ジャン・コル（Jean Colle）に出会い、以後、生涯にわたって親交を深めるなど、とりわけ、ブルターニュ出身の作家・画家とのつながりが広がった。1898年からブルターニュに隠棲していたサン＝ポル＝ルーと頻繁に手紙のやり取りをし、彼にブルターニュを歌った『ゲール人モルヴァンの詩集』を絶賛されたのもこの頃である。

### 再びパリ
1928年、パリでの活動を再開し、しばらく5区に住んだ後、17区のノレ通りに越し、ここに6年暮らした。マックス・ジャコブは、今度は画家として身を立てようと考え、早くも1930年には、同郷のピエール・コルや画商ジャック＝ポール・ボンジャンの協力を得て、パリとニューヨークで個展が行われた。マックス・ジャコブが住んでいた地区には、作曲家のアンリ・ソーゲ、インド学・音楽学の専門家アラン・ダニエルー、1928年にジャック・ボンジャンと、次いで1930年にはピエール・コルとともに18区に画廊を構えたクリスチャン・ディオール、画家のクリスチャン・ベラールらの若い芸術家が多く住み、かつてのモンマルトルのような活気があった。マックス・ジャコブは当時まだ20代であったソーゲのためにオペレッタ『ティツィアーノの愛』の台本を書いて彼の活動を支援した。

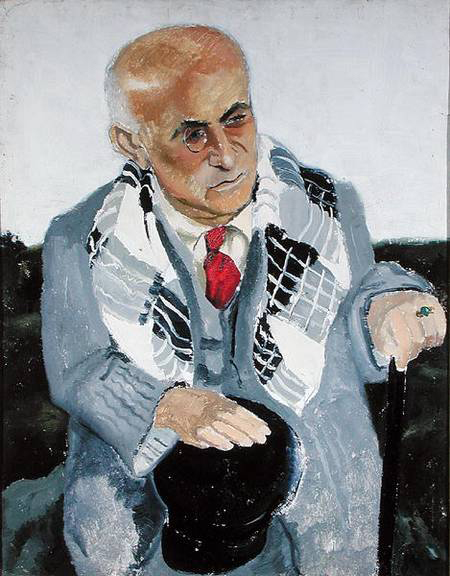
クリストファー・ウッド作《マックス・ジャコブの肖像》（1929年、カンペール美術館蔵）

1929年にピエール・コルとともに車でブルターニュに向かう途中、交通事故に遭い、カンペールの家族のもとで療養することになった。数か月にわたるカンペール滞在中に、当時同地で活動していた英国生まれの若い画家クリストファー・ウッドに出会った。ウッドはこのとき、《マックス・ジャコブの肖像》（1929年、カンペール美術館蔵）を描いた。翌1930年にソールズベリーに戻ったウッドが自殺し、マックス・ジャコブは深い悲しみに打ちひしがれた。

### 2度目の隠棲
1933年にレジオンドヌール勲章シュバリエを受け、フランスの地方や世界各国で講演会を行った。1936年には再びサン＝ブノワ＝シュル＝ロワールに隠棲し、以後、パリに戻ることはなかったが、画家のロジェ・トゥールーズ、詩人のミシェル・マノル、マルセル・ベアリュ、ジャン・ブーイエール、ルネ・ギー・カドゥーなど若い才能を次々と発掘した。ロジェ・トゥールーズもまた《マックス・ジャコブの肖像、または蘭のある肖像》（カンペール美術館蔵）を描いている。
1939年に第二次世界大戦が勃発すると、ナチス・ドイツによって反ナチス的な書物やユダヤ人による出版が禁止され、厳しい検閲が行われた。『新フランス評論』も1940年6月1日にいったん終刊となり、ポーランは編集長を辞任し、対独協力派に転向したピエール・ドリュ・ラ・ロシェルのもとに再刊された。これは駐仏ドイツ大使オットー・アベッツの要請によるものであり、アベッツは別途、禁書目録「オットー・リスト」を発表。これは発禁または書店から回収する842人のユダヤ人作家・反ナチス作家（主に共産主義者）の著書1,060冊の一覧であり、マックス・ジャコブの最後の詩集『バラード』（1938年発表）も含まれていた。

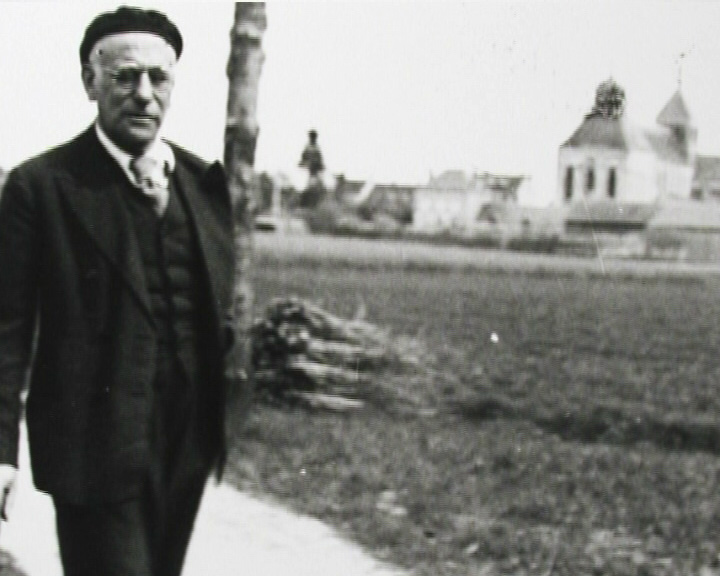
サン＝ブノワ＝シュル＝ロワール修道院近くを散歩するマックス・ジャコブ

1939年、マックス・ジャコブは遺言を作成し、ピエール・コルを遺言執行者に指定した。ピエール・コルはマックス・ジャコブの著書を集めてカンペール図書館に寄贈し、サン＝ブノワ＝シュル＝ロワール墓地にマックス・ジャコブの墓を建てる手はずを整えた。マックス・ジャコブは同年、詩人エドモン・ジャベス宛の手紙に、「私はこの世を越えた。殉教者となることを甘受する」と書いている。

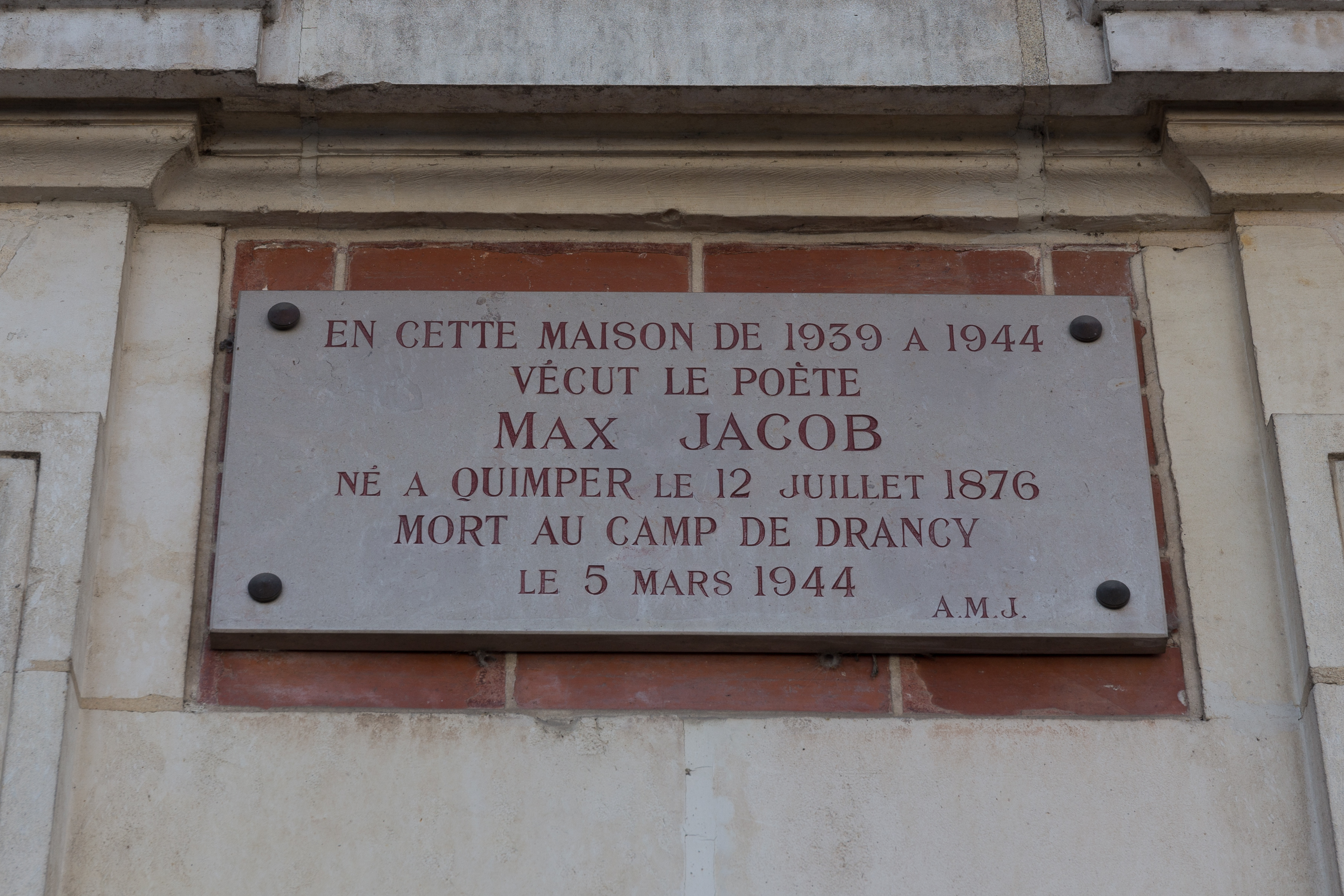
「この家に、1876年7月12日にカンペールに生まれ、1944年3月5日にドランシー収容所で死去した詩人マックス・ジャコブが1939年から1944年まで住んでいた」と書かれた銘板（サン＝ブノワ＝シュル＝ロワール）

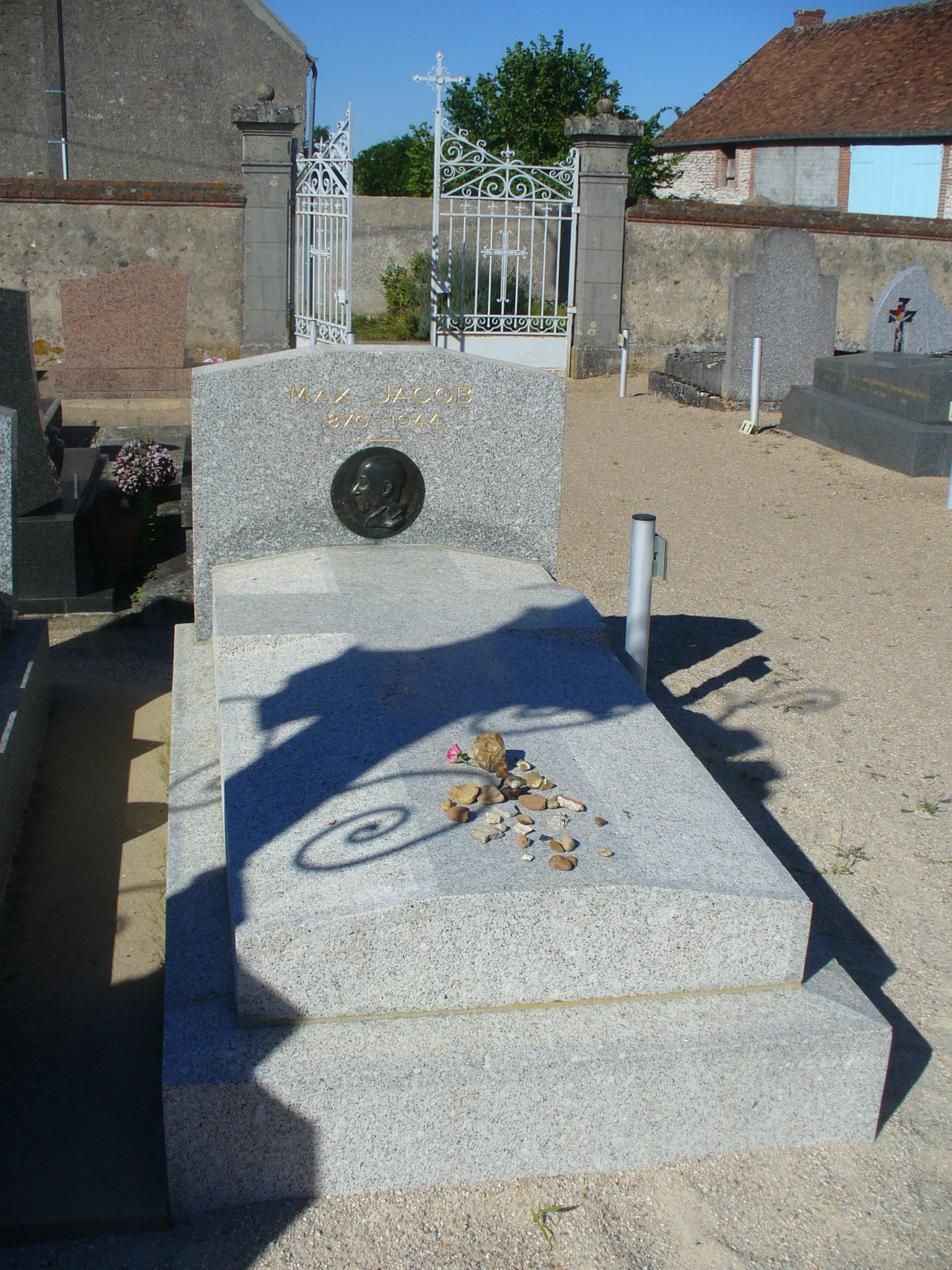
サン＝ブノワ＝シュル＝ロワール墓地のマックス・ジャコブの墓

1942年にカンペールでサロンを開いていた医師オーギュスタン・テュセのもとにマックス・ジャコブの友人サン＝ポル＝ルー、薬剤師・聖職者のジャン・レオナルディ、作家ルイ＝フェルディナン・セリーヌ、レジスタンス運動家ジャン・ムーランなどが集まっていた。同年6月にはヴィシー政権によりユダヤ人の財産が没収され、ダビデの星の着用が義務化された。12月に兄ガストンがカンペールで逮捕され、翌43年2月16日にアウシュヴィッツへ強制移送された。マックス・ジャコブは、多くの友人から自宅にかくまう、自由地域への逃亡を手伝う、偽造の身分証明書を手に入れるといった申し出を受けたが、すべて拒否し、自らを「ユダヤ人の両親と祖父母をもつ」フランス人として登録した。
1944年1月、妹のミルテ＝レアがパリでゲシュタポに逮捕され、ドランシー収容所に送られた。2月24日、マックス・ジャコブも逮捕されてオルレアン刑務所に収容され、4日後に囚人番号15872としてドランシー収容所に送られた。ミルテ＝レアを探したが、彼女はすでにアウシュヴィッツに移送され、到着後まもなくガス室に送られていた。

### 死去、没後
1944年3月6日、マックス・ジャコブは肺炎によりドランシー収容所で死去した。享年67歳。イヴリー墓地の共同墓穴に埋葬されたが、戦後1949年3月5日に、正式な葬儀が執り行われた後、彼の遺骨はサン＝ブノワ＝シュル＝ロワールに移され、同地の墓地に埋葬された。1960年11月17日、「フランスのために死す」と正式に認定され、戸籍に記載された。この認定は通常家族による申請に基づいて行われるが、マックス・ジャコブには家族がなかったため、オルレアン市長が代わりに申請したものであった。
1949年3月5日に「マックス・ジャコブ友の会」が結成された。初代名誉会長はピカソ、理事会員はオルレアン司教クールクー猊下、アルベール・フルロー教会参事会員、芸術家仲間のポール・クローデル（アカデミー・フランセーズ会員）、ジャン・カスー、ジャン・フォラン、ルイ・ギユー、ジュリアン・ラノエ、モーリス・モレル、アンドレ・サルモン、ジャン・ポーラン、アンリ・ソーゲ、弟のジャック・ジャコブであった。ソーゲは会長を兼任した。

## 作品

### 著書
初版のみ示す。多くの著書がその後ガリマール社から再刊されている。

#### 詩集
| 邦題（試訳）                                                   | 原題                                                                              | 書誌情報                                         |
| -------------------------------------------------------------- | --------------------------------------------------------------------------------- | ------------------------------------------------ |
| 『海岸 ― ブルターニュの歌』                                    | La Côte. Chants bretons                                                           | 1911（自費出版）                                 |
| 『バルセロナ修道院で死んだ修道士マトレルの滑稽で神秘的な作品』 | Les Œuvres burlesques et mystiques de Frère Matorel, mort au couvent de Barcelone | Kahnweiler, 1912（マトレル三部作）               |
| 『骰子筒』                                                     | Le Cornet à dés                                                                   | 1917（自費出版）                                 |
| 『連合国はアルメニアにいる』                                   | Les Alliés sont en Arménie                                                        | 1918（アルメニアへのオマージュ、小冊子、非売品） |
| 『中央実験室』                                                 | Le Laboratoire central                                                            | Au Sans-Pareil, 1922                             |
| 『地獄の幻影』                                                 | Visions infernales                                                                | Gallimard, 1924                                  |
| 『薔薇色の水着の悔悛者たち』                                   | Les Pénitents en maillots roses                                                   | Le Sagittaire / Simon Kra, 1925                  |
| 『水底』                                                       | Fond de l'eau                                                                     | Les Cahiers libres, 1927                         |
| 『堂々たる犠牲』                                               | Sacrifice impérial                                                                | Les Frères Émile Paul, 1929                      |
| 『岸』                                                         | Rivage                                                                            | Les Cahiers libres, 1931                         |
| 『バラード』                                                   | Ballades                                                                          | René Debresse, 1939                              |
| 『最後の散文詩・韻文詩』                                       | Derniers poèmes en vers et en prose                                               | Gallimard, 1945                                  |
| 『清く澄んだ男』                                               | L'Homme de cristal                                                                | La Table ronde, 1946                             |
| 『ゲール人モルヴァンの詩集』                                   | Poèmes de Morven le Gaëlique                                                      | Gallimard, 1953                                  |

#### 短編集
| 邦題（試訳）                                       | 原題                                                     | 書誌情報                               |
| -------------------------------------------------- | -------------------------------------------------------- | -------------------------------------- |
| 『カブール王一世と見習いコックのゴーヴァンの物語』 | Histoire du roi Kaboul Ier et du marmiton Gauwain        | Alcide Picard & Kaan, 1904（児童文学） |
| 『太陽の巨人』                                     | Le Géant du Soleil                                       | Librairie générale, 1904（児童文学）   |
| 『ボイオティア』                                   | Le Roi de Béotie                                         | Gallimard, 1921（児童文学）            |
| 『切らないで、お嬢さん、またはP. T. Tの過ち』      | Ne coupez pas, Mademoiselle, ou les Erreurs des P. T. T. | Kahnweiler, 1921（哲学的コント）       |
| 『ウルカヌスの冠』                                 | La Couronne de Vulcain                                   | Kahnweiler, 1923（児童文学）           |

#### 小説
| 邦題（試訳）                   | 原題                               | 書誌情報                           |
| ------------------------------ | ---------------------------------- | ---------------------------------- |
| 『聖マトレル』                 | Saint Matorel                      | Kahnweiler, 1911（マトレル三部作） |
| 『種子植物』                   | Le Phanérogame                     | 1918（自費出版）                   |
| 『シネマトマ』                 | Cinématoma                         | La Sirène, 1920                    |
| 『黒い書斎』                   | Le Cabinet noir                    | Gallimard, 1922（書簡小説）        |
| 『フィリビュートまたは金時計』 | Filibuth ou la Montre en or        | Gallimard, 1922                    |
| 『生身の人間と鏡像の人間』     | L'Homme de chair et l'Homme reflet | Le Sagittaire / Simon Kra, 1924    |
| 『フランスその他のブルジョワ』 | Bourgeois de France et d'ailleurs  | Gallimard, 1932                    |

#### 戯曲・音楽作品の台本等
| 邦題（試訳）                                        | 原題                                                             | 書誌情報                                                 |
| --------------------------------------------------- | ---------------------------------------------------------------- | -------------------------------------------------------- |
| 『エルサレム攻囲戦 ― 聖マトレルの大いなる神の誘惑』 | Le Siège de Jérusalem‚ grande tentation céleste de Frère Matorel | Kahnweiler, 1914.（マトレル三部作、ピカソによる挿絵）    |
| 『イザベルとパンタロン』                            | Isabelle et Pantalon                                             | 1919（オペラ・ブッフ台本、ロラン＝マニュエルによる作曲） |
| 『アルルカンの背中』                                | Dos d'Arlequin                                                   | Le Sagittaire / Simon Kra, 1921                          |
| 『ブーシャバルの地』                                | Le Terrain Bouchaballe                                           | Les Frères Émile Paul, 1922                              |
| 『ティツィアーノの愛』                              | Un amour de Titien                                               | 1928（オペレッタ、アンリ・ソーゲによる作曲）             |

その他、フランシス・プーランクがマックス・ジャコブの詩に曲を付けて発表している。

#### 評論・随筆
| 邦題（試訳）             | 原題                      | 書誌情報                                                              |
| ------------------------ | ------------------------- | --------------------------------------------------------------------- |
| 『タルチュフの擁護』     | La Défense de Tartuffe    | Société littéraire de France, 1919                                    |
| 『詩法』                 | Art Poétique              | Les Frères Émile Paul, 1922                                           |
| 『ブルジョワジーの絵画』 | Tableau de la Bourgeoisie | Gallimard, 1929（歴史学・社会学的評論に著者による多数の石版画・素描） |
| 『作品集』               | Morceaux choisis          | Gallimard, 1936                                                       |
| 『宗教瞑想』             | Méditations religieuses   | La Table ronde, 1945                                                  |
| 『占星術の鏡』           | Miroir d'astrologie       | Gallimard, 1949（共著）                                               |

#### 書簡集
| 邦題（試訳） | 原題 | 書誌情報                                     |
| --- | --- | -------------------------------------------- |
| 『ある若い詩人への助言、ある学生への助言』 | Conseils à un jeune poète suivis de Conseils à un étudiant                                                                    | Gallimard, 1945                              |
| 『ギヨーム・アポリネール宛の未刊行書簡』 | Lettres inédites du poète à Guillaume Apollinaire                                                                             | Seghers, 1946                                |
| 『ジャン・コクトー宛の書簡選集 1919-1944』 | Choix de lettres à Jean Cocteau. 1919-1944                                                                                    | Librairie Paul Morihien, 1949                |
| 『フランソワ・ガルニエ往復書簡（第I巻）カンペール・パリ（1876-1921）』                                                                                             | François Garnier, Correspondance, tome I "Quimper-Paris : 1876-1921"                                                          | Éditions de Paris, 1953                      |
| 『フランソワ・ガルニエ往復書簡（第II巻）サン＝ブノワ＝シュル＝ロワール（1921-1924）』                                                                              | François Garnier, Correspondance, tome II "Saint-Benoit-sur-Loire : 1921-1924"                                                | Éditions de Paris, 1956                      |
| 『サラクルー宛の書簡（1923年8月 - 1926年1月）』 | Lettres aux Salacrou. Août 1923 - janvier 1926                                                                                | Gallimard, 1958                              |
| 『ルネ・ヴィラール』宛の書簡、名言集』 | Lettres à René Villard suivies du Cahier des Maximes                                                                          | Rougerie, 1978                               |
| 『リアーヌ・ド・プジー宛の書簡』 | Lettres à Liane de Pougy | Plon, 1980                                   |
| 『ミシェル・マノル宛の書簡』 | Lettres à Michel Manoll | Rougerie, 1985                               |
| 『ニーノ・フランク往復書簡』 | Correspondance avec Nino Franck                                                                                               | Peter Lang, 1989                             |
| 『友情 ― シャルル・ゴルドブラ宛の書簡』 | L'Amitié - Lettres à Charles Goldblat                                                                                         | Le Castor astral, 1994                       |
| 『マックス・ジャコブ、ジャン・コクトー往復書簡 1917-1944』 | Max Jacob, Jean Cocteau : correspondance 1917-1944                                                                            | Paris Méditerranée, 2000                     |
| 『ジャン・ポーラン宛の書簡』 | Lettres à Jean Paulhan | Paris Méditerranée, 2005                     |
| 『リオネル・フロック宛の書簡』 | Lettres à Lionel Floch | Apogée, 2006                                 |
| 『友情と愛情 ― 書簡集』 | Les Amitiés & les Amours : correspondances                                                                                    | L'Arganier, 2005 - 2006（全3巻）             |
| 『ルイ・ギヨーム宛の書簡』 | Lettres à Louis Guillaume | La Part Commune, 2007                        |
| 『ある若い男への手紙 1941-1944』 | Lettres à un jeune homme 1941-1944                                                                                            | Bartillat, 2009                              |
| 『マックス・ジャコブ、アンドレ・サルモン 1905-1944』 | Max Jacob-André Salmon, 1905-1944                                                                                             | Gallimard, 2009                              |
| 『マックス・ジャコブが書く ― 6人の友人への手紙（シャルル・ウルモン、ルイ・ヴァイヤン、ジャン・カスー、ルネ・イシェ、ルイ・デュムーラン、マルセル・メティヴィエ）』 | Max Jacob écrit. Lettres à six amis. Charles Oulmont, Louis Vaillant, Jean Cassou, René Iché, Louis Dumoulin, Marcel Métivier | Presses universitaires de Rennes (PUR), 2015 |

#### 邦訳
- 『骰子筒 ― 散文詩集』北川冬彦訳、厚生閣書店、1929年; ゆまに書房（現代の芸術と批評叢書3）1994年
- 『詩法』（詩法 / 近代詩 / ハムレチズム / 偉人との交際 / 基督敎藝術）堀口大學訳、第一書房、1931年
- 『占星術の鏡』（クロード・ヴァランス共著）小浜俊郎訳、国文社、1977年

マックス・ジャコブの訳詩が掲載されているその他の著書
- 堀口大學『月下の一群 ― 訳詩集』第一書房、1925年
- 堀口大學『キユピドの箙 ― 抒情訳詩集』太白社、1930年
- 『堀辰雄全集 第6巻』新潮社、1955年
- 窪田般彌『なげきぶし風の墓碑銘』書肆山田、1981年
- 浅野晃『フランス詩集』白鳳社、1986年

#### 絵画

カンペール美術館蔵のマックス・ジャコブの作品
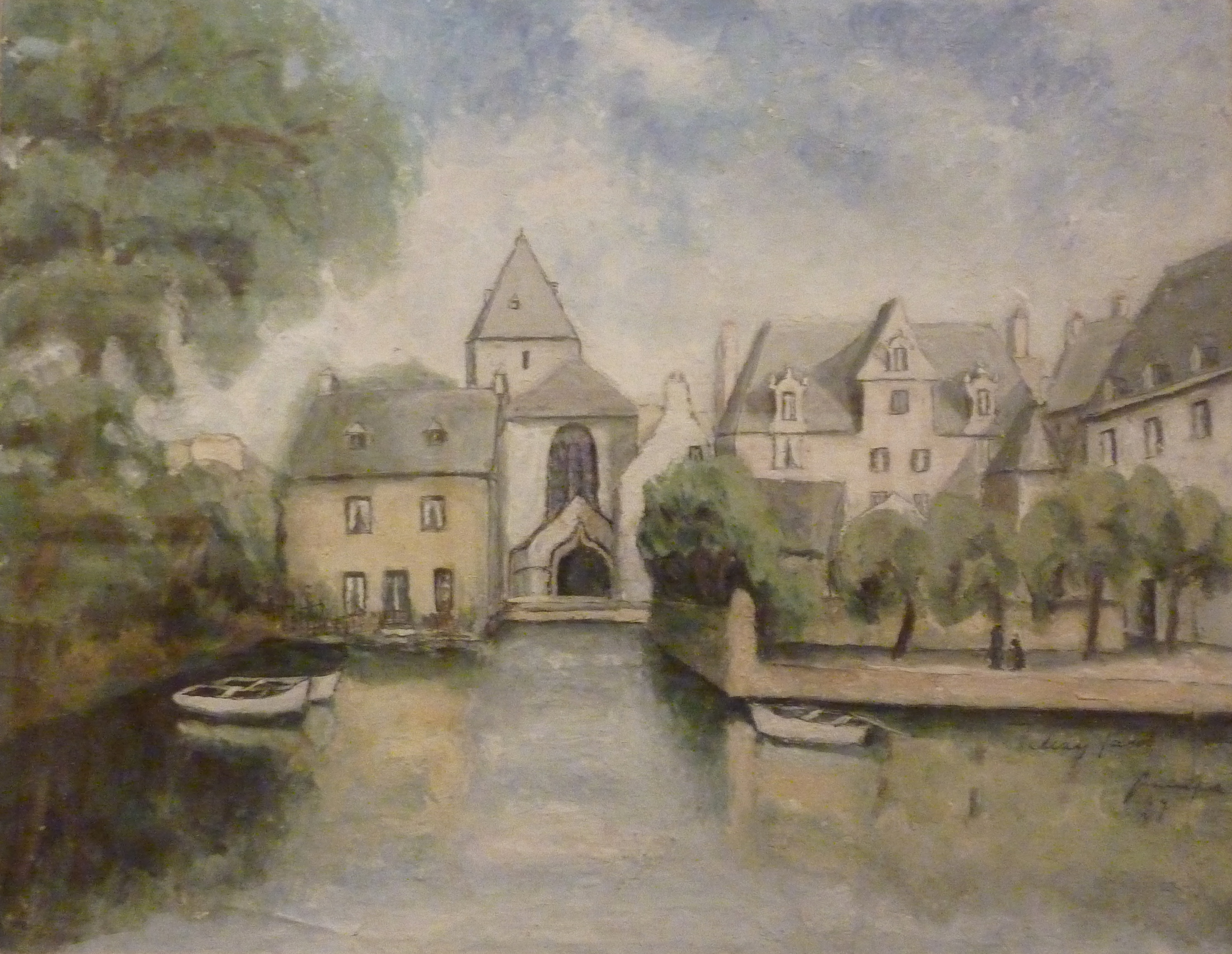
《ロクマリア（フランス語版）教会》（グワッシュ、1927年）
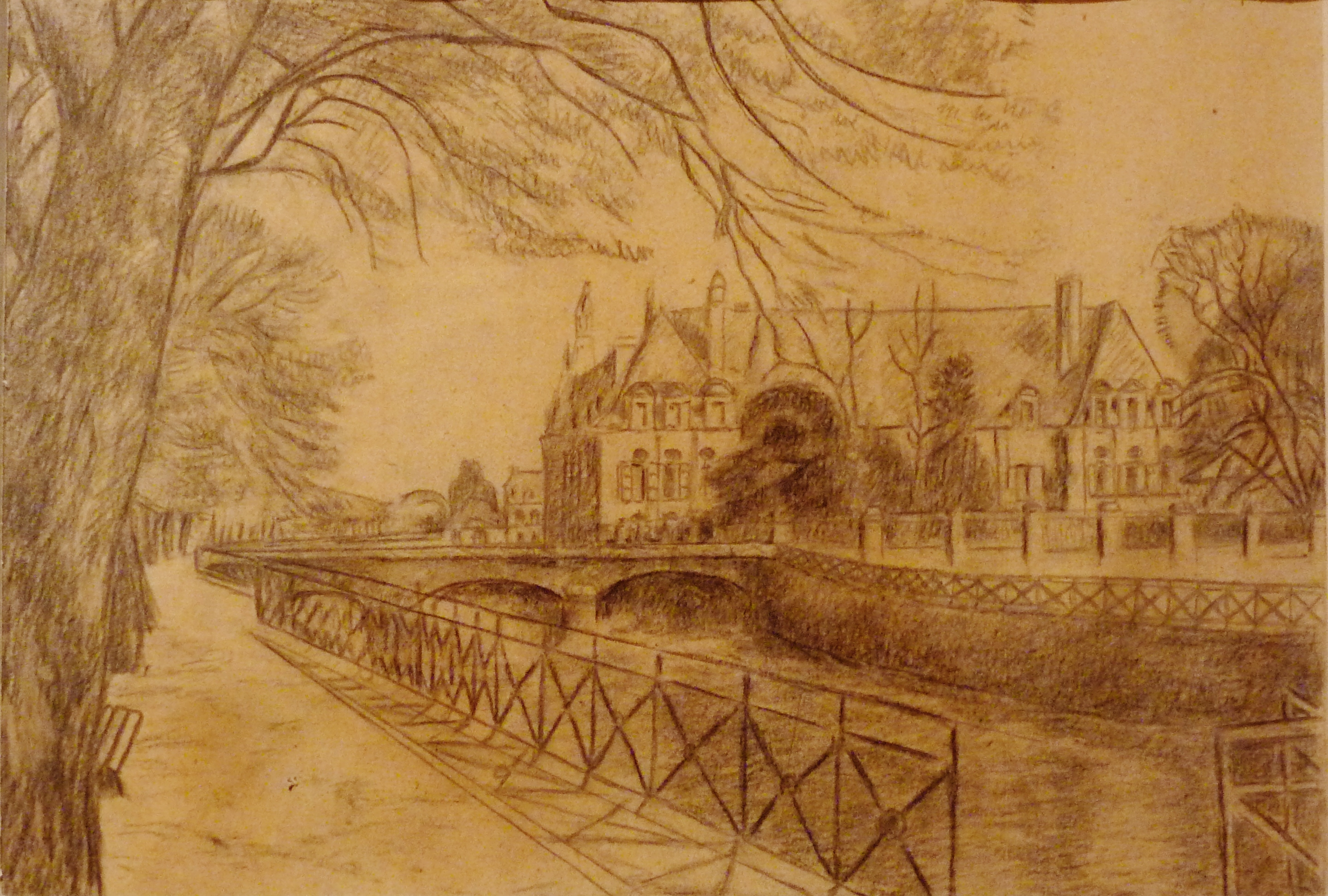
《県庁前のオデ川（フランス語版）》（鉛筆画）
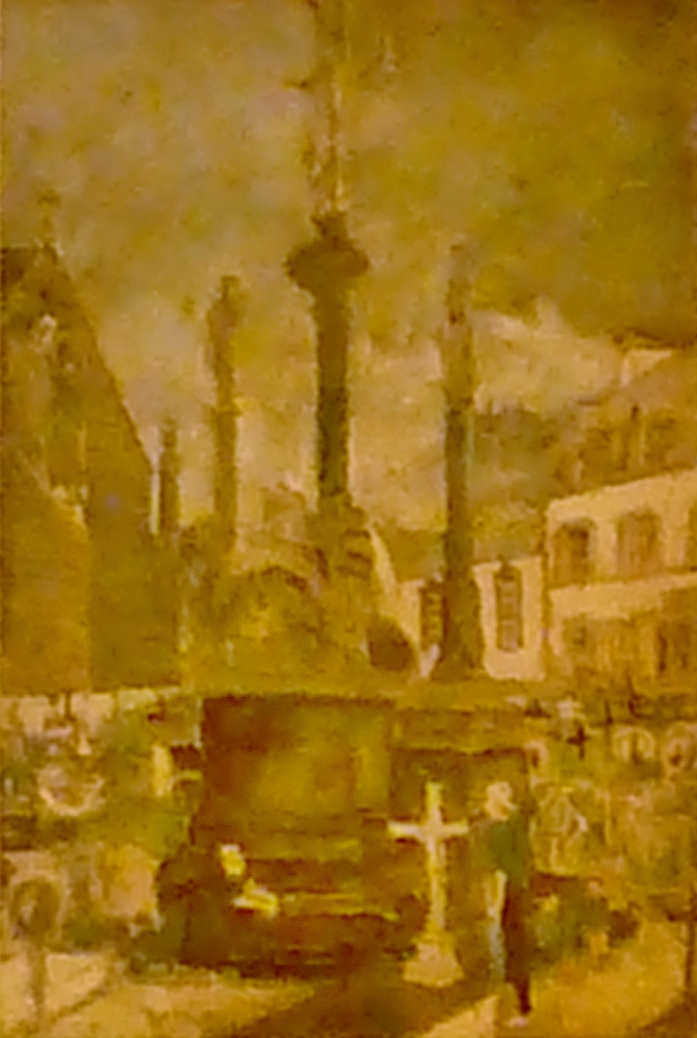
《グウェンガト（フランス語版）の十字架像》（油彩、1930年）
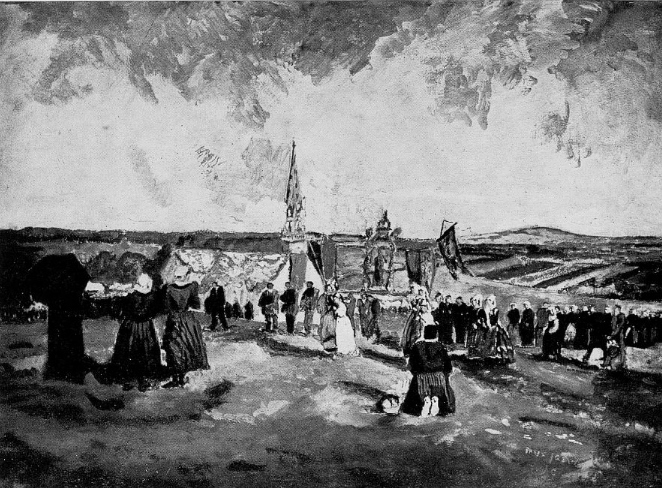
《サン＝タンヌ（フランス語版）のパルドン祭》（グワッシュ、1930年頃）
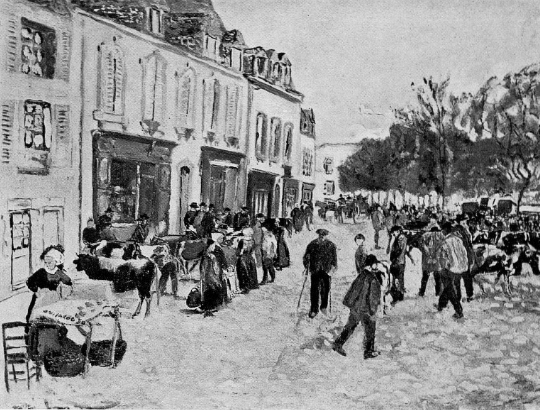
《ポン＝ラベの市場》（グワッシュ、1930年頃）
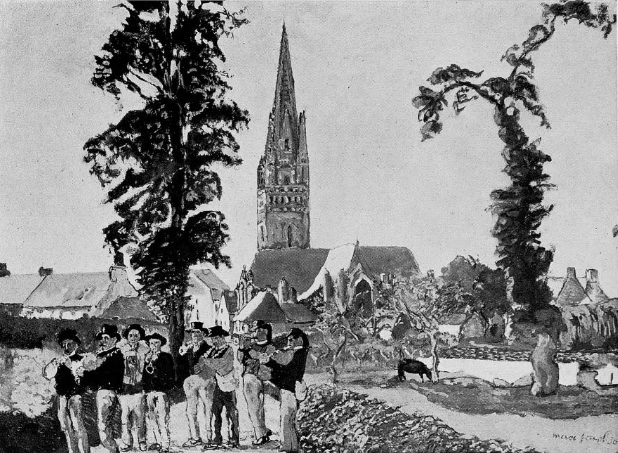
《プロアレの鐘楼》（グワッシュ、1930年頃）
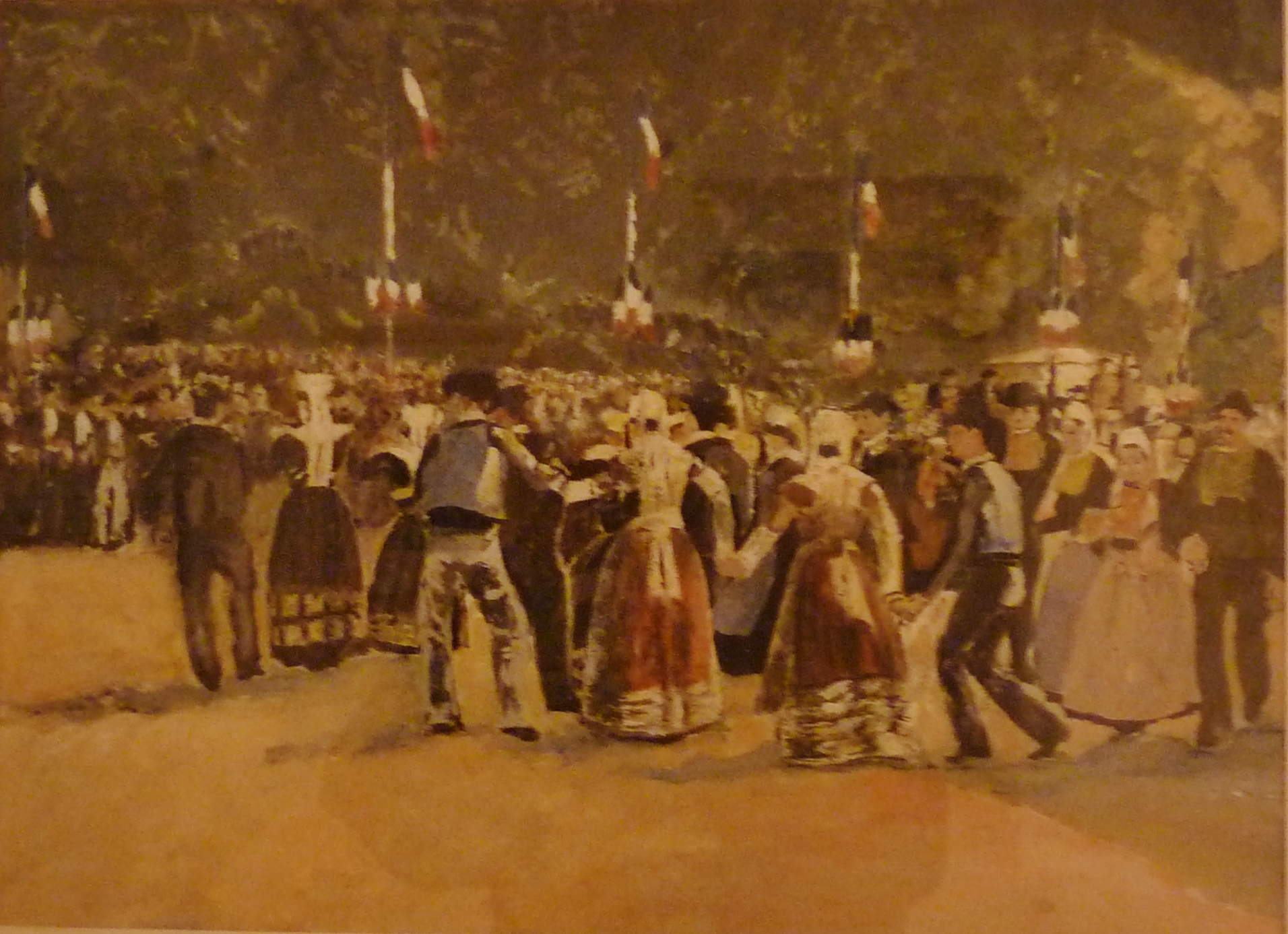
《カンペールの祭り》（グワッシュ、1930年）
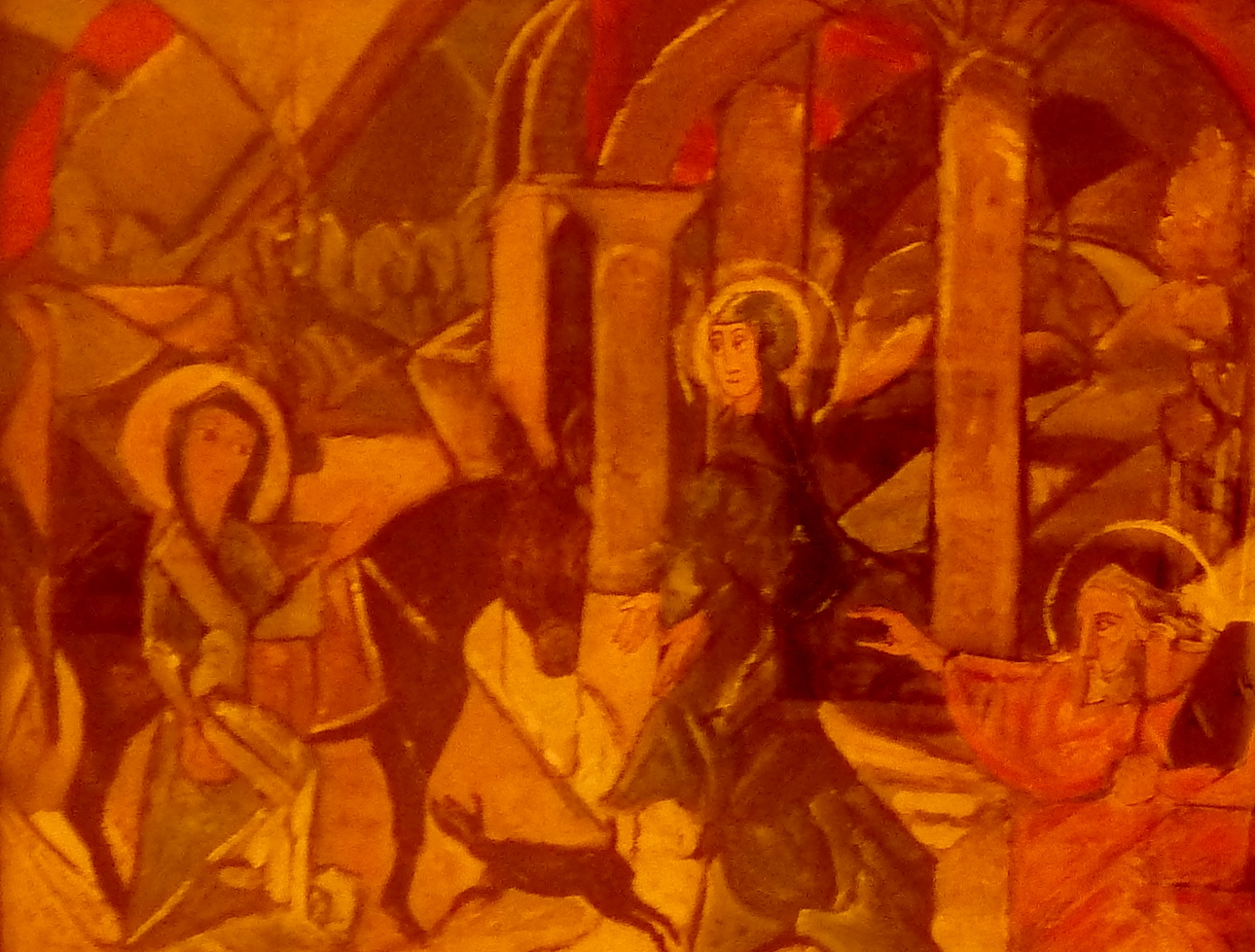
《聖母マリアの聖エリザベト訪問》（油彩、1938年）
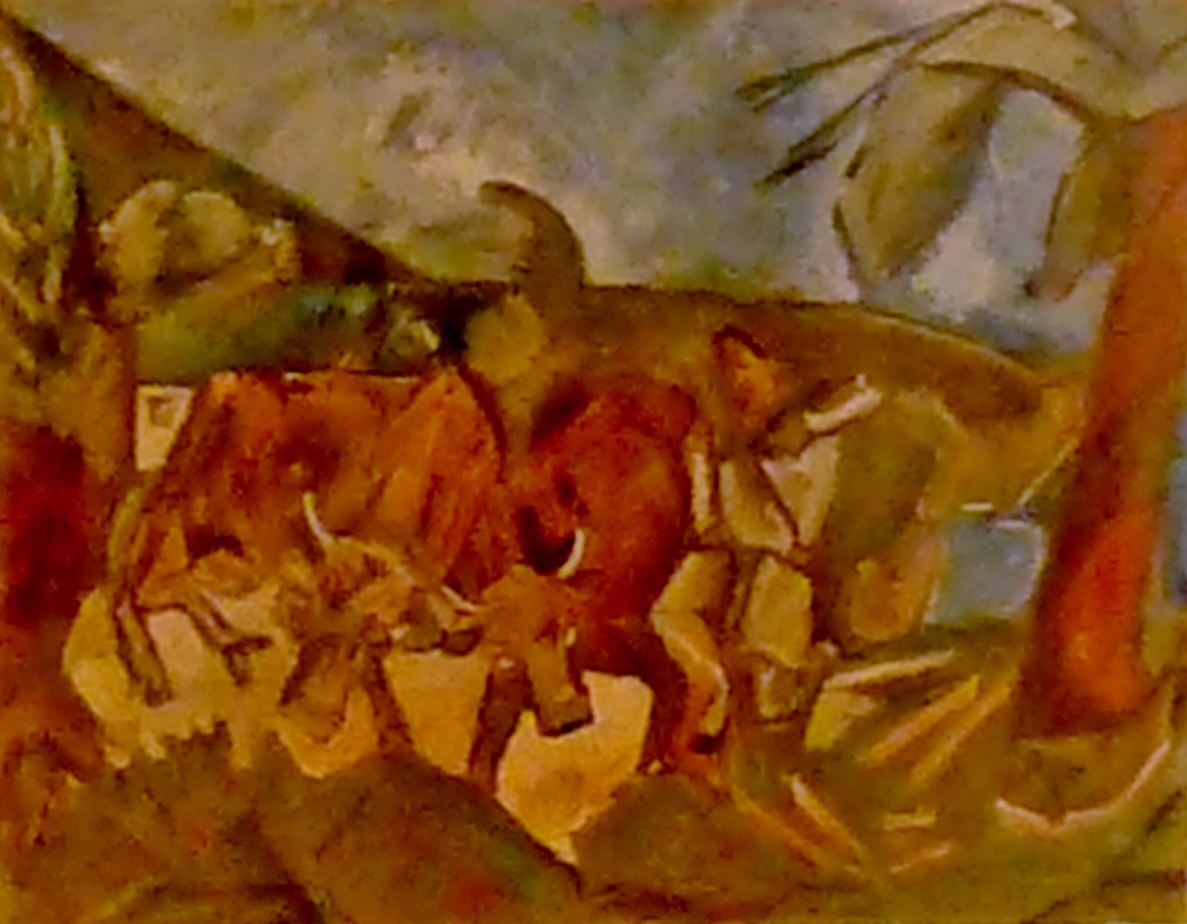
《牛のいる風景》（油彩、1943年）

## 参考資料
- Hélène Henry, Bio-bibliographie de Max Jacob - Association les Amis de Max Jacob
- Archives municipales de Quimper, Les ancêtres de Max Jacob à travers les fonds d'archives de la ville de Quimper, Ville de Quimper (カンペール市)
- LES CAHIERS MAX JACOB (Revue des Amis de Max Jacob) - Les Amis de Max Jacob
- Yvon Le Bras et Fabienne Ruellan, Max Jacob (1876-1944) - Musée des beaux-arts de Quimper (カンペール美術館)
- Fhima Catherine (2002), Max Jacob ou la symbiose des identités paradoxales, Archives Juives, Vol. 35
- Marie-Claire Durand Guiziou, MAX JACOB ET L'ESPAGNE, LES CAHIERS MAX JACOB, n°8